# Tomás Saraceno

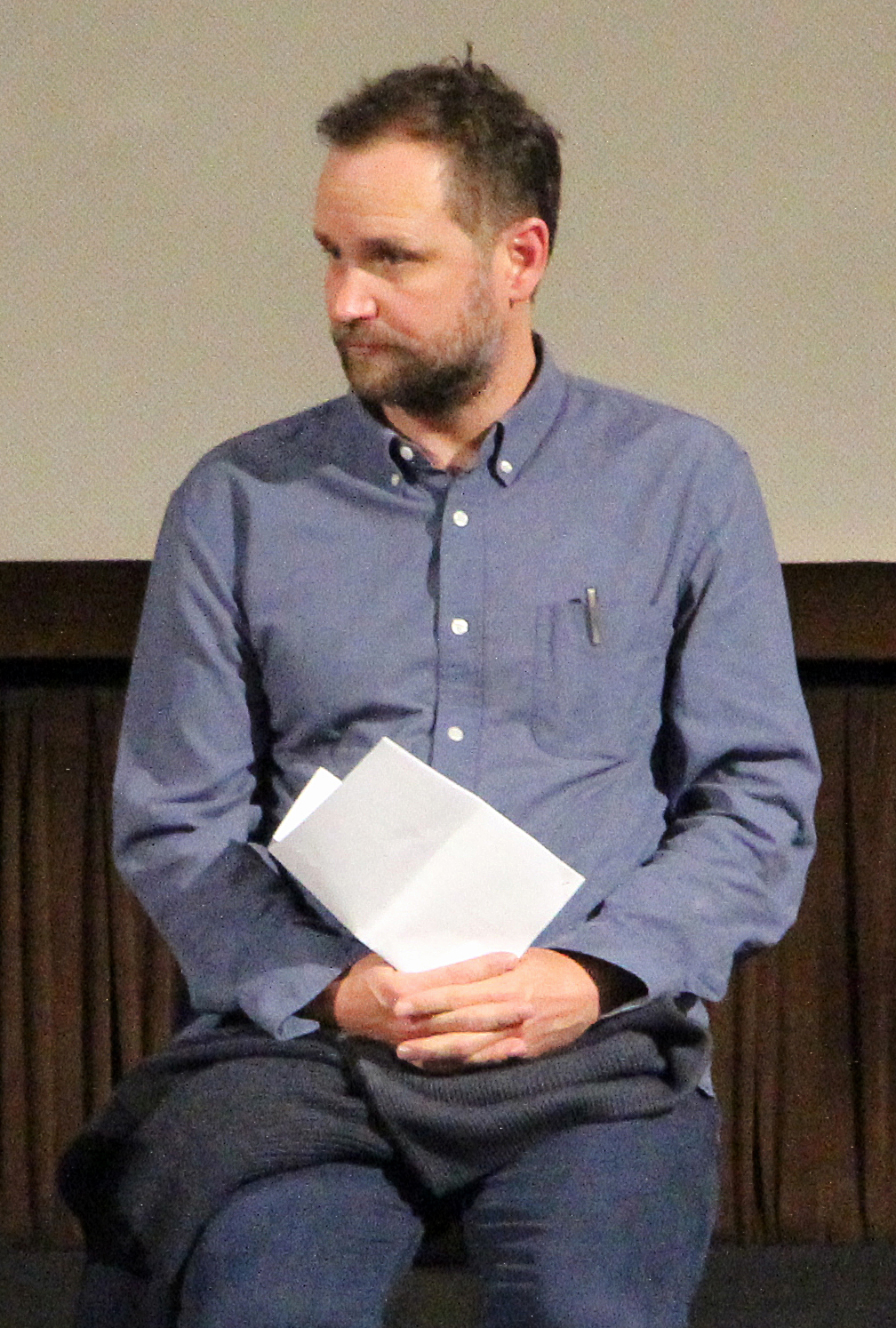
Tomás Saraceno

Tomás Saraceno (San Miguel de Tucumán, 1973) è un artista, architetto e performer argentino.

## Biografia
Dopo aver trascorso i primi anni della sua infanzia in Italia, torna in Argentina dove intraprende gli studi di architettura e arte. Nel 2001 si iscrive alla Städelshule di Francoforte, diretta all'epoca da Daniel Birnbaum (curatore della 53ª Biennale di Venezia) poi nel 2003 allo IUAV di Venezia. Nel giro di pochi anni diventa uno degli artisti più richiesti nelle manifestazioni d'arte contemporanea di tutto il mondo partecipando con le sue installazioni alle Biennali di Venezia (2001, 2003, 2009, 2019, 2021) e alla Biennale di San Paolo del 2006. Le sue opere vengono esposte nei musei di tutto il mondo. Profondamente influenzata dall'architettura utopica degli anni '60, l'opera di Saraceno ruota attorno alla ricerca di soluzioni tecniche, visive e progettuali per la creazione di strutture sospese e fluttuanti in grado di rendere possibili modalità di vita a basso impatto ambientale e ad alto potenziale di mobilità e interazione sociale.

## Opere
Saraceno ha realizzato alcune installazioni "visionarie", oltre a video, foto e collages, direttamente relazionati allo spazio, all'architettura e al paesaggio. L'elemento fondamentale è l'interazione col pubblico che forma parte dell'opera e suggerisce possibili sviluppi futuri dei lavori. Prende spunto da studi scientifici e artistici: dalle energie alternative all'etologia passando per la psicologia e l'ingegneria dei materiali per arrivare agli studi sociologici. 
In particolare, una struttura particolarmente utilizzata è la rete, come dimostrano installazioni quali Cloud Cities/ Air Port City (Biennale di San Paolo del 2006, Observatory/ Air Port City alla Hayward Gallery di Londra) o In Orbit, queste ultime a suggerire nuove possibili “utopie urbane” di moduli volanti abitabili e sostenibili. 
Le esperienze all'Hamburger Bahnhof, Berlino, nel 2011-2012 e al Metropolitan Museum of Art, New York, 2012-2013 evoluzioni di Cloud City ispirate alla Cupola Geodetica di Buckminster Fuller, composizionio modulari che si combinano tra loro.
Nel 2009 Saraceno ha partecipato all'International Space Studies Program della NASA. grazie alle sue ricerche e alle soluzioni tecniche a cui è giunto durante gli anni del suo lavoro è riuscito a registrare veri e propri brevetti come quello per una nuova applicazione dell' “aerogel”, materiale leggerissimo e resistente.

## Arachnophilia
Dal 2006 Saraceno avvia una ricerca su come un ragno costruisca la propria ragnatela, se lo stesso ragno sia in grado di riprodurre la stessa identica ragnatela più di una volta, ma anche se sia possibile riprodurre una ragnatela tramite uno scanner 3D. Per portare avanti i suoi studi collabora per un lungo periodo con degli scienziati al fine di comprendere, anche, come realizzare una rete complessa tramite uno scanner. È stata la prima persona ad analizzare, ricostruire e re-immaginare l’habitat creato dai ragni e possiede una collezione di ragnatele tridimensionali. Con il suo studio ha costruito una serie di archivi informatizzati, che permettono di approfondire le varie tipologie di ragnatele esistenti e di immaginare nuovi modi di interpretare e comprendere queste architetture e assemblaggi viventi, attraverso un approccio multidisciplinare. All’interno del sito web creato dall’artista, questi archivi sono resi pubblici. Proprio come la ragnatela sono dinamici e continuano a crescere e a cambiare forma.
Saraceno ha lavorato con numerose specie di ragni provenienti da diverse aree geografiche; le loro ragnatele sono suddivisibili in stette tipologie: a orbita, a tenda, spaziali, a lenzuolo, a pizzo, subacquee e ibride. Queste ultime si definiscono tali perché nascono da incontri interspecifici tra specie di ragni non correlate tra loro e successivamente vengono rielaborate in una struttura aperta in fibra di carbonio (Spider Web Frame), ideata e progettata da Saraceno, che fornisce i punti di fissaggio per le ragnatele e consente di osservare il loro processo di costruzione e di esporre la scultura ibrida completata. L'artista le definisce "strumenti multispecie" perché sono tessute da ragni provenienti da luoghi diversi, ma anche per il loro connotarsi come canali di comunicazione, al di là delle barriere di specie e consentire, attraverso le vibrazioni,  dialoghi tra ragni e umani. Ogni ragnatela ibrida è quindi concepita come uno strumento musicale unico.

### Spider Music
Il progetto nasce dall'interesse di Saraceno verso i suoni che producono i ragni nei loro spostamenti, non udibili dall'orecchio umano. I ragni hanno un proprio ritmo e ogni suono che producono ha una particolare tonalità, Saraceno li ha studiati, indagando il movimento degli aracnidi. Per arricchire la sua ricerca sperimenta la relazione con la musica. Coinvolge il musicista jazz, filosofo e naturalista David Rothenberg invitandolo a suonare in una stanza silenziosa, dove una struttura in metallo delle dimensioni di un terrario è stata coperta con le ragnatele di due specie diverse di ragni (Cyrtophora citricola e Nephila inaurata). Dei microfoni particolarmente sensibili al contatto sono stati collegati alla ragnatela per cui ogni movimento dei ragni sulla struttura poteva essere tracciato. Solitamente fermi e silenziosi, i ragni iniziano a muoversi ogni volta che Rothenberg suona il suo clarinetto. Un lavoro che, dunque, avvicina la rigidità e la resistenza della tela, l’apparente silenzio dei ragni e il suono registrato dai microfoni.

### Biennale di Venezia 2019
L'esposizione sull'Arachnophilia è presentata da Tomás Saraceno durante la 58ª Biennale Arte di Venezia. L’artista ha realizzato un microcosmo all’interno di una struttura chiusa fuori dal padiglione centrale nei Giardini, dove si trova una grande ragnatela tessuta su un’intelaiatura aperta. Nell’opera Spider/Web Pavilion, Saraceno esplora il ruolo e l’importanza degli aracnidi all’interno del contesto dell’attuale crisi ecologica. Quest’ultima è stata denominata 'la sesta estinzione di massa', poiché i ragni stanno scomparendo a un ritmo accelerato, comportando notevoli conseguenze per l’ambiente e gli ecosistemi. Il progetto presenta i metodi di divinazione dei ragni praticati in diverse parti del mondo dove viene celebrata la loro abilità di predire eventi meteorologici o straordinari, come gli tsunami, attraverso l’osservazione del comportamento delle altre specie..

## Mostre
- 2020: Aria, Fondazione Palazzo Strozzi, Firenze, Italia
- 2013/2014: In orbit, Collezione d'arte del Reno - Vestfalia - K21, Düsseldorf, Germania
- 2011: Wir sind alle Astronauten, MART a Herford, Germania
- 2011: @ATELIERFRANKFURT, ATELIERFRANKFURT, Francoforte, Germania
- 2010: Realtà e Utopia, Accademia di Belle Arti di Berlino; Tales of Resistance and Change. Artists from Argentina, Francoforte
- 2009/2010: Musée d'Art Moderne Grand-Duc Jean, Lussemburgo
- 2009: 53. Biennale di Venezia; Sguardo periferico e corpo collettivo,  Museion, Bolzano, Italia
- 2008: Tomás Saraceno: Microscale, Macroscale, and Beyond, Berkeley Art Museum, Berkeley, California, USA
- 2007: 9. Biennale di Lione, Lione, Francia
- 2006: Marjetica Potrc / Tomas Saraceno, Francoforte sul Meno, Germania
- 2005: Project Rotterdam, Museo Boijmans van Beuningen, Rotterdam, Paesi Bassi
- 2003: 50° Biennale di Venezia, Venezia, Italia

## Installazioni
- 2007: Flying Garden, EPO, Monaco di Baviera, Germania
- 2008: On Clouds (Air-Port-City), Towada Art Center, Towada, Giappone
- 2012: Cloud City, Metropolitan Museum of Art, New York, USA
- 2012: On Space Time Foam, HangarBicocca, Milano, Italia
- 2013: In Orbit, Cupola di Vetro, Kunstsammlung Nordrhein-Westfalen, Düsseldorf, Germania

## Premi
- 2010 Premio Arte, Francoforte sul Meno, Germania
- 2009 Premio Calder - Calder Foundation, New York, USA
- 2003 Fondazione culturale dell'Assia, Residenza a Rotterdam, Paesi Bassi